# Видеография Эминема
Американский рэпер Эминем выпустил пять видеоальбомов и снялся в различных музыкальных клипах, фильмах и телевизионных программах.
Первым музыкальным клипом Эминема стала экранизация сингла «Just Don’t Give a Fuck».

## Видеоальбомы
| Название                                   | Детали | Комментарии |
| ------------------------------------------ | --- | --- |
| The Up in Smoke Tour                       | - Релиз: 5 декабря 2000 - Лейбл: RED Distribution, Eagle Rock (30001) - Формат: DVD, UMD, VHS                                           | The Up in Smoke Tour — концертный фильм о концерте, проходившем в Вустере (Массачусетс) в рамках тура Up in Smoke Tour 2000 года. Концерт проводился совместно с такими рэперами, как Dr. Dre, Snoop Dogg, Айс Кьюб и Эминем. |
| E                                          | - Релиз: 12 декабря 2000 - Лейбл: Aftermath, Interscope, PolyGram Video (60819) - Формат: DVD, VHS                                      | E включает в себя семь режиссёрских сокращенных версий музыкальных клипов Эминема, выпущенных до 2000 года, а также кадры создания клипа «Stan». Все песни взяты с его второго и третьего студийных альбомов The Slim Shady LP и The Marshall Mathers LP. |
| All Access Europe                          | - Релиз: 18 июня 2002 - Лейбл: Interscope (493313)                                                                                      | Режиссёр Джон Квигли запечатлел европейское турне Эминема по продвижению альбома Marshall Mathers LP. Видеоальбом разделён на фрагменты концертов в различных городах, таких как Гамбург, Осло, Париж, Лондон и другие. |
| Eminem Presents: The Anger Management Tour | - Релиз: 28 июня 2005 - Лейбл: Interscope (9883138)                                                                                     | Eminem Presents: The Anger Management Tour, режиссёром которого выступил Донн Дж. Виола, освещает концерт 2002 года в Детройте, который является частью тура Anger Management Tour. На концерте было исполнение от Эминема и Shady Records, а также закулисные кадры и возможность бесплатной загрузки музыкального клипа «Ass Like That» с приобретением на DVD.                                                      |
| Live from New York City 2005               | - Релиз: 3 декабря 2005 - Лейбл: Showtime (TV), Eagle Rock (DVD – 302339) - Формат: Телерадиовещание (2005), DVD (2007), Blu-ray (2009) | Live from New York City 2005 — чётвертый и, на март 2020 года, последний концертный фильм Эминема. В фильме освещается его концерт 2005 года в Мэдисон-сквер-гарден в Нью-Йорке, который является частью тура Anger Management Tour 3. Записанное на плёнку выступление, режиссёром которого был Хэмиш Гамильтон, первоначально был выпущен на Showtime 3 декабря 2005 года, а на DVD был выпущен 13 ноября 2007 года. |

## Музыкальные видео
| Год                                  | Название                        | Режиссёр                                  | Исполнитель |
| В качестве ведущего исполнителя      | В качестве ведущего исполнителя | В качестве ведущего исполнителя           | В качестве ведущего исполнителя                                                                                          |
| ------------------------------------ | ------------------------------- | ----------------------------------------- | --- |
| 1998                                 | «Just Don't Give a Fuck»        | Darren Lavett                             | н/д |
| 1999                                 | «My Name Is»                    | Dr. Dre и Филлип Дж. Этвелл               | н/д |
| 1999                                 | «Guilty Conscience»             | Dr. Dre и Филлип Дж. Этвелл               | при участии Dr. Dre |
| 1999                                 | «Role Model»                    | Dr. Dre и Филлип Дж. Этвелл               | н/д |
| 2000                                 | «The Real Slim Shady»           | Dr. Dre и Филлип Дж. Этвелл               | н/д |
| 2000                                 | «The Way I Am»                  | Пол Хантер                                | н/д |
| 2000                                 | «Stan»                          | Dr. Dre и Филлип Дж. Этвелл               | при участии Дайдо |
| 2002                                 | «Without Me»                    | Джозеф Кан                                | н/д |
| 2002                                 | «White America»                 |                                           | н/д |
| 2002                                 | «Cleanin’ Out My Closet»        | Dr. Dre и Филлип Дж. Этвелл               | н/д |
| 2002                                 | «Lose Yourself»                 | Эминем, Пол Розенберг и Филлип Дж. Этвелл | н/д |
| 2003                                 | «Superman»                      | Пол Хантер                                | н/д |
| 2003                                 | «Sing for the Moment»           | Филлип Дж. Этвелл и Jeff Grippe           | н/д |
| 2004                                 | «Mosh»                          | Йен Инаба                                 | н/д |
| 2004                                 | «Just Lose It»                  | Филлип Дж. Этвелл                         | н/д |
| 2004                                 | «Like Toy Soldiers»             | The Saline Project                        | н/д |
| 2005                                 | «Mockingbird»                   | Эминем, Quig                              | н/д |
| 2005                                 | «Ass Like That»                 | Филлип Дж. Этвелл                         | н/д |
| 2005                                 | «When I’m Gone»                 | Энтони Мэндлер                            | н/д |
| 2006                                 | «Shake That»                    | Plates Animation                          | при участии Nate Dogg |
| 2006                                 | «You Don’t Know»                | The Saline Project                        | при участии 50 Cent, Cashis и Ллойд Бэнкс                                                                                |
| 2009                                 | «We Made You»                   | Joseph Kahn                               | н/д |
| 2009                                 | «3 a.m.»                        | Syndrome                                  | н/д |
| 2009                                 | «Beautiful»                     | Anthony Mandler                           | н/д |
| 2009                                 | «Crack a Bottle»                | Syndrome                                  | при участии Dr. Dre и 50 Cent                                                                                            |
| 2010                                 | «Not Afraid»                    | Рич Ли                                    | н/д |
| 2010                                 | «Love the Way You Lie»          | Joseph Kahn                               | при участии Рианны |
| 2010                                 | «No Love»                       | Крис Робинсон                             | при участии Лил Уэйна |
| 2011                                 | «Space Bound»                   | Joseph Kahn                               | н/д |
| 2013                                 | «Berzerk»                       | Syndrome                                  | н/д |
| 2013                                 | «Survival»                      | Syndrome                                  | н/д |
| 2013                                 | «Rap God»                       | Рич Ли                                    | н/д |
| 2013                                 | «The Monster»                   | Рич Ли                                    | при участии Рианны |
| 2014                                 | «Headlights»                    | Спайк Ли                                  | при участии Нейт Рюсс |
| 2014                                 | «Shady CXVPHER»                 |                                           | Эминем, Slaughterhouse и Yelawolf                                                                                        |
| 2014                                 | «Guts Over Fear»                | Syndrome                                  | при участии Сии |
| 2015                                 | «Detroit vs. Everybody»         |                                           | Эминем, Royce da 5’9", Big Sean, Дэнни Браун, Dej Loaf, Trick-Trick                                                      |
| 2015                                 | «Phenomenal»                    | Рич Ли                                    | н/д |
| 2017                                 | «Walk on Water»                 | Рич Ли                                    | при участии Бейонсе |
| 2018                                 | «River»                         | Эмиль Нава                                | при участии Эда Ширана                                                                                                   |
| 2018                                 | «Framed»                        | James Larese                              | н/д |
| 2018                                 | «Fall»                          | James Larese                              | н/д |
| 2018                                 | «Lucky You»                     | James Larese                              | при участии Джойнера Лукаса                                                                                              |
| 2018                                 | «Venom»                         | Рич Ли                                    | н/д |
| 2018                                 | «Good Guy»                      | Peter Huang                               | при участии Джесси Рейес                                                                                                 |
| 2020                                 | «Darkness»                      | James Larese                              | н/д |
| 2020                                 | «Godzilla»                      | Коул Беннетт                              | при участии Juice WRLD                                                                                                   |
| В качестве приглашенного исполнителя |                                 |                                           | |
| 1999                                 | «The Anthem»                    |                                           | Sway & King Tech при участии RZA, Tech N9ne, Эминем, Xzibit, Pharoahe Monch, Kool G Rap, Jayo Felony, Chino XL и KRS-One |
| 2000                                 | «Shit on You»                   | Эстеван Ориол                             | D12 |
| 2000                                 | «Forgot About Dre»              | Филлип Дж. Этвелл                         | Dr. Dre при участии Эминема                                                                                              |
| 2001                                 | «Purple Pills»                  | Джозеф Кан                                | D12 |
| 2001                                 | «Fight Music»                   | Марк Класфелд                             | D12 |
| 2002                                 | «Rock City»                     |                                           | Royce da 5’9" при участии Эминема                                                                                        |
| 2004                                 | «My Band»                       | Филлип Дж. Этвелл и Эминем                | D12 |
| 2004                                 | «How Come"/"Git Up»             | Davy Duhamel                              | D12 |
| 2004                                 | «40 oz.»                        | Davy Duhamel                              | D12 |
| 2005                                 | «Welcome 2 Detroit»             | неизвестно                                | Trick-Trick при участии Эминема                                                                                          |
| 2005                                 | «Gatman and Robbin»             | неизвестно                                | 50 Cent при участии Эминема                                                                                              |
| 2006                                 | «Smack That»                    | Benny Boom                                | Эйкон при участии Эминема                                                                                                |
| 2009                                 | «Forever»                       | Hype Williams                             | Дрейк при участии Канье Уэста, Лил Уэйна и Эминема                                                                       |
| 2010                                 | «Drop the World»                | Крис Робинсон                             | Лил Уэйн при участии Эминема                                                                                             |
| 2011                                 | «I Need a Doctor»               | Аллен Хьюз                                | Dr. Dre при участии Эминема и Скайлар Грей                                                                               |
| 2011                                 | «Fast Lane»                     | James Larese                              | Bad Meets Evil |
| 2011                                 | «Lighters»                      | Рич Ли                                    | Bad Meets Evil |
| 2012                                 | «My Life»                       | Рич Ли                                    | 50 Cent при участии Эминема                                                                                              |
| 2012                                 | «C’mon Let Me Ride»             | Исаак Ренц                                | Скайлар Грей при участии Эминема                                                                                         |
| 2015                                 | «Best Friend»                   |                                           | Yelawolf при участии Эминема                                                                                             |
| 2018                                 | «Caterpillar»                   | James Larese                              | Royce da 5’9" при участии Эминема, King Green                                                                            |
| 2019                                 | «Rainy Days»                    | James Larese                              | Boogie при участии Эминема                                                                                               |
| Камео (Без вокала, только участие)   |                                 |                                           | |
| 1992                                 | «Do Da Dipity»                  |                                           | Champtown |
| 1998                                 | «Got the Life»                  | Макджи                                    | Korn |
| 1999                                 | «Still D.R.E.»                  | Hype Williams                             | Dr. Dre при участии Snoop Dogg                                                                                           |
| 1999                                 | «Just Dippin’»                  |                                           | Snoop Dogg при участии Dr. Dre и Джевелла                                                                                |
| 1999                                 | «I Declare War»                 |                                           | Pacewon |
| 2000                                 | «Break Stuff»                   |                                           | Limp Bizkit |
| 2000                                 | «Get Your Walk On»              | Smith N Borin’                            | Xzibit |
| 2002                                 | «Rap Name»                      |                                           | Оби Трайс |
| 2003                                 | «In da Club»                    | Филлип Дж. Этвелл                         | 50 Cent |
| 2003                                 | «Got Some Teeth»                |                                           | Оби Трайс |
| 2005                                 | «I'm Supposed to Die Tonight»   |                                           | 50 Cent |
| 2005                                 | «Hush Is Coming»                |                                           | Hush |
| 2005                                 | «Rockstar»                      |                                           | Bizarre |
| 2006                                 | «Snitch»                        |                                           | Оби Трайс при участии Эйкона                                                                                             |
| 2009                                 | «Get Up»                        |                                           | 50 Cent |
| 2011                                 | «Memory Lane»                   |                                           | Elzhi |
| 2012                                 | «Hammer Dance»                  |                                           | Slaughterhouse |
| 2012                                 | «My Life»                       |                                           | Slaughterhouse при участии Си Ло Грина                                                                                   |
| 2012                                 | «Throw It Away»                 |                                           | Slaughterhouse при участии Swizz Beatz                                                                                   |

## Фильмография
| Год  | Фильм                                     | Роль                         | Комментарии                                                                         |
| ---- | ----------------------------------------- | ---------------------------- | ----------------------------------------------------------------------------------- |
| 2000 | Ведьма хип-хопа                           | Камео                        |                                                                                     |
| 2001 | Мойка                                     | Крис                         | Некредитованный                                                                     |
| 2002 | Восьмая миля                              | Джимми «Кролик» Смит-младший | Полуавтобиографический фильм; также композитор и исполнительный продюсер саундтрека |
| 2009 | Приколисты                                | Камео                        |                                                                                     |
| 2012 | Рэп как искусство                         | Камео                        | Документальный                                                                      |
| 2012 | Как заработать деньги, продавая наркотики | Камео                        | Документальный                                                                      |
| 2014 | Интервью                                  | Камео                        |                                                                                     |
| 2017 | Насыщенный                                | Камео                        | Продюсер                                                                            |
| 2020 | Прямиком из Лос-Анджелеса                 | Камео                        | Документальный                                                                      |
| 2024 | Как музыка стала свободной                | Камео                        | Документальный; также продюсер                                                      |
| 2025 | Счастливчик Гилмор 2                      | Камео                        |                                                                                     |

| Год                                | Название                         | Роль                                           | Комментарии |
| ---------------------------------- | -------------------------------- | ---------------------------------------------- | --- |
| 1999 2000 2002 2004 2010 2013 2017 | Субботним вечером в прямом эфире | Музыкальный гость                              | 25 сезон, 3 эпизод: «Норм МакДональд/Dr. Dre, Snoop Dogg & Эминем» 26 сезон, 1 эпизод: «Роб Лоу/Эминем» 27 сезон, 19 эпизод: «Кирстен Дантс/Эминем» 30 сезон, 4 эпизод: «Кейт Уинслет/Эминем» 36 сезон, 10 эпизод: «Джефф Бриджес/Эминем & Лил Уэйн» 39 сезон, 5 эпизод: «Керри Вашингтон/Эминем» 43 сезон, 6 эпизод: «Chance the Rapper/Эминем» |
| 2000                               | Шоу Слим Шейди                   | Эминем, Маршалл Мэтерс, Слим Шейди, Кен Канифф | Веб-серия |
| 2004                               | Говорящие куклы                  | Билли Флетчер                                  | 3 сезон, 1 эпизод: «Эминем & Трейси Морган» |
| 2010                               | Красавцы                         | Камео                                          | 7 сезон, 10 эпизод: «Lose Yourself» |
| 2013                               | Detroit Rubber                   | Камео                                          | Веб-серия 1 сезон, 1 эпизод: «Pilot» Также исполнительный продюсер |
| 2021                               | Семья чёрной мафии               | Белый мальчик Рик                              | Драматический сериал 1 сезон, 7 эпизод: «All in the Family» |

| Год  | Название                                      |
| ---- | --------------------------------------------- |
| 2003 | 50 Cent: The New Breed                        |
| 2012 | Рэп как искусство                             |
| 2012 | Как заработать деньги, продавая наркотики     |
| 2015 | Not Afraid: The Shady Records Story           |
| 2015 | Stretch and Bobbito: Radio That Changed Lives |
| 2017 | Не склонившие головы                          |
| 2022 | Дорогая мама                                  |

| Год  | Фильм                   | Роль    | Комментарии                                  |
| ---- | ----------------------- | ------- | -------------------------------------------- |
| 2000 | Up in Smoke Tour        | Хэдлайн | Совместно с Dr. Dre, Snoop Dogg и Айс Кьюбом |
| 2005 | Live from New York City | Хэдлайн | Концерт в Мэдисон-сквер-гарден               |

| Год  | Игра                    | Роль              | Комментарии   |
| ---- | ----------------------- | ----------------- | ------------- |
| 2005 | 50 Cent: Bulletproof    | Детектив МакВикар | Голос и образ |
| 2017 | Shady Wars              | Камео             | Образ         |
| 2023 | Fortnite: Battle Royale | Камео             |               |